# Simen Ramberg Christensen
Simen Ramberg Christensen (29 gennaio 1993) è un ex sciatore alpino norvegese.

## Biografia
Attivo dal novembre del 2008, Christensen ha esordito in Coppa Europa il 27 novembre 2010 a Trysil in slalom gigante e in Coppa del Mondo il 18 novembre 2018 a Levi in slalom speciale, in entrambi i casi senza completare la gara; il 21 dicembre 2012 ha ottenuto il miglior piazzamento in Coppa Europa, a San Vigilio/Plan de Corones in parallelo (5º). Ha preso per l'ultima volta il via in Coppa del Mondo il 24 novembre 2019 a Levi in slalom speciale, senza completare la gara (non ha portato a termine nessuna delle tre gare nel massimo circuito cui ha preso parte), e in Coppa Europa il 6 gennaio 2020 a Vaujany nella medesima specialità (18º); si è ritirato al termine della stagione 2020-2021 e la sua ultima gara è stata uno slalom gigante FIS disputato il 7 marzo a Kvitfjell. Non ha preso parte a rassegne olimpiche o iridate.

## Palmarès

### Coppa Europa
- Miglior piazzamento in classifica generale: 100º nel 2012

### Far East Cup
- Miglior piazzamento in classifica generale: 10º nel 2019
- 3 podi:
  - 1 secondo posto
  - 2 terzi posti

### Campionati norvegesi
- 2 medaglie:
  - 1 oro (slalom speciale nel 2018)
  - 1 argento (slalom speciale nel 2012)